# Местопребывание правительства
Местопребыва́ние прави́тельства — место в государстве, в котором постоянно находится правительство (а также чаще всего и парламент). Обычно совпадает со столицей страны (которая в монархиях также именуется резиденцией), поэтому непосредственно термин «местопребывание правительства» употребляется лишь в случаях, когда столица не определена или в ней не находится правительство.

## Местопребывания правительств разных стран
В настоящее время правительства следующих стран имеют своё местопребывания не в столицах:
Африка
- Бенин — Котону (столица Порто-Ново)
- Кот-д'Ивуар — Абиджан (столица Ямусукро)
- Эсватини — Лобамба (столица Мбабане)
- Танзания — Дар-эс-Салам (столица Додома)

Азия
- Малайзия — Путраджая (столица Куала-Лумпур)

Европа
- Нидерланды — Гаага (столица Амстердам)

Южная Америка
- Боливия — Ла-Пас (столица Сукре)

Океания
- Американское Самоа[1] — Фагатого (столица Паго-Паго)

## Частные случаи

### Германия
Третий рейх

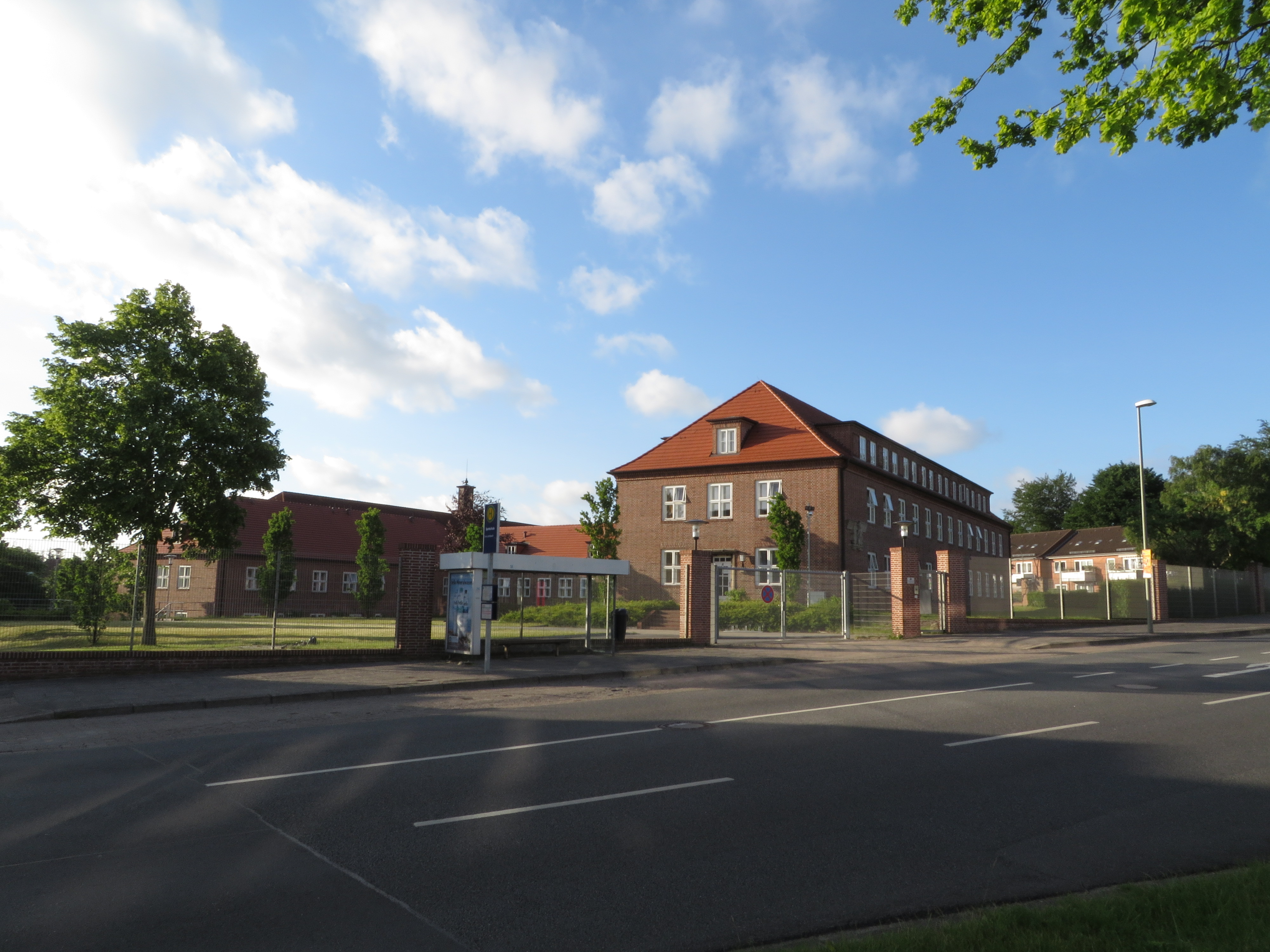
Здание во Фленсбург-Мюрвике, которое в 1945 г. занимало действующее правительство Германии

За несколько дней до и в течение нескольких дней после окончания Второй мировой войны — со 2 по 23 мая 1945 г. — действующее правительство Германии под руководством Карла Дёница располагалось не в столице рейха, которой тогда являлся Берлин.
Оно являлось правопреемником последнего кабинета Адольфа Гитлера и вначале размещалось в Плёне и Ойтине, с 3 мая 1945 г. — во Фленсбург-Мюрвике, а с 12 мая — в т. н. «особом районе Мюрвике», пока 23 мая его членов не арестовали британские войска.
Федеративная Республика Германии
В Германии с момента воссоединения в 1990 г. до переезда бундестага и Федерального правительства в 1999 г. Берлин являлся столицей, а Бонн — местопребыванием правительства.
В настоящее время Бонн имеет статус города федерального подчинения, где по-прежнему находятся шесть федеральных министерств. Остальные ведомства, находящиеся в Берлине, имеют служебное представительство в Бонне. Вследствие этого правительственные функции в Германии на основании "Закона о Берлине и Бонне" разделены между двумя городами. Несмотря на то что Германия де-факто всё ещё имеет два местопребывания правительства, де-юре после окончания «переезда в Берлин» в 1999 г. единственным местопребыванием конституционных органов федерального правительства является столица федерации Берлин.

### Обособленное местопребывание парламента
В Южно-Африканской Республике обе палаты парламента размещаются в Кейптауне, в отличие от правительства, которое находится в Претории, в связи с чем в течение первого полугодия (с января по июнь) столицей считается Капстад, а в течение второго полугодия (с июля по декабрь) — Претория.
В Чили Национальный конгресс размещается также не в столице Сантьяго, а в Вальпараисо. Правительственные чиновники регулярно совершают перелёты между этими двумя городами.